# Free-for-All (Ted Nugent)
| Recensione | Giudizio |
| ---------- | -------- |
| AllMusic   | [ 3 ]    |

Free-for-All è il secondo album del chitarrista Ted Nugent, pubblicato nel 1976 per la Epic Records.

## Tracce
Tutte le tracce sono state scritte da Ted Nugent.
1. Free-For-All - 3:20
2. Dog Eat Dog - 4:02
3. Writing on the Wall - 7:08
4. Turn It Up - 3:36
5. Street Rats - 3:36
6. Together - 5:52
7. Light My Way - 3:00
8. Hammerdown - 4:07
9. I Love You So I Told You a Lie - 3:47

### Tracce bonus (remaster)
- 10 Free-For-All [live] - 5:13
- 11 Dog Eat Dog [live] - 6:21
- 12 Street Rats - 4:14

## Singoli
- 1976: Dog Eat Dog

## Formazione
- Ted Nugent - voce, chitarra, basso, percussioni
- Derek St. Holmes - chitarra ritmica, cori
- Rob Grange - basso, chitarra
- Cliff Davies - batteria, percussioni, cori
- Steve McRay - tastiere

### Altri musicisti
- Meat Loaf - voce
- Tom Werman - percussioni